# Pulau Kurkop
Pulau Kurkop är en ö i Indonesien. Den ligger i provinsen Moluckerna, i den östra delen av landet, 2 800 km öster om huvudstaden Jakarta. Arean är 0,17 kvadratkilometer.
Terrängen på Pulau Kurkop är platt. Öns högsta punkt är 14 meter över havet. Den sträcker sig 0,6 kilometer i nord-sydlig riktning, och 0,6 kilometer i öst-västlig riktning.